# ショーテル

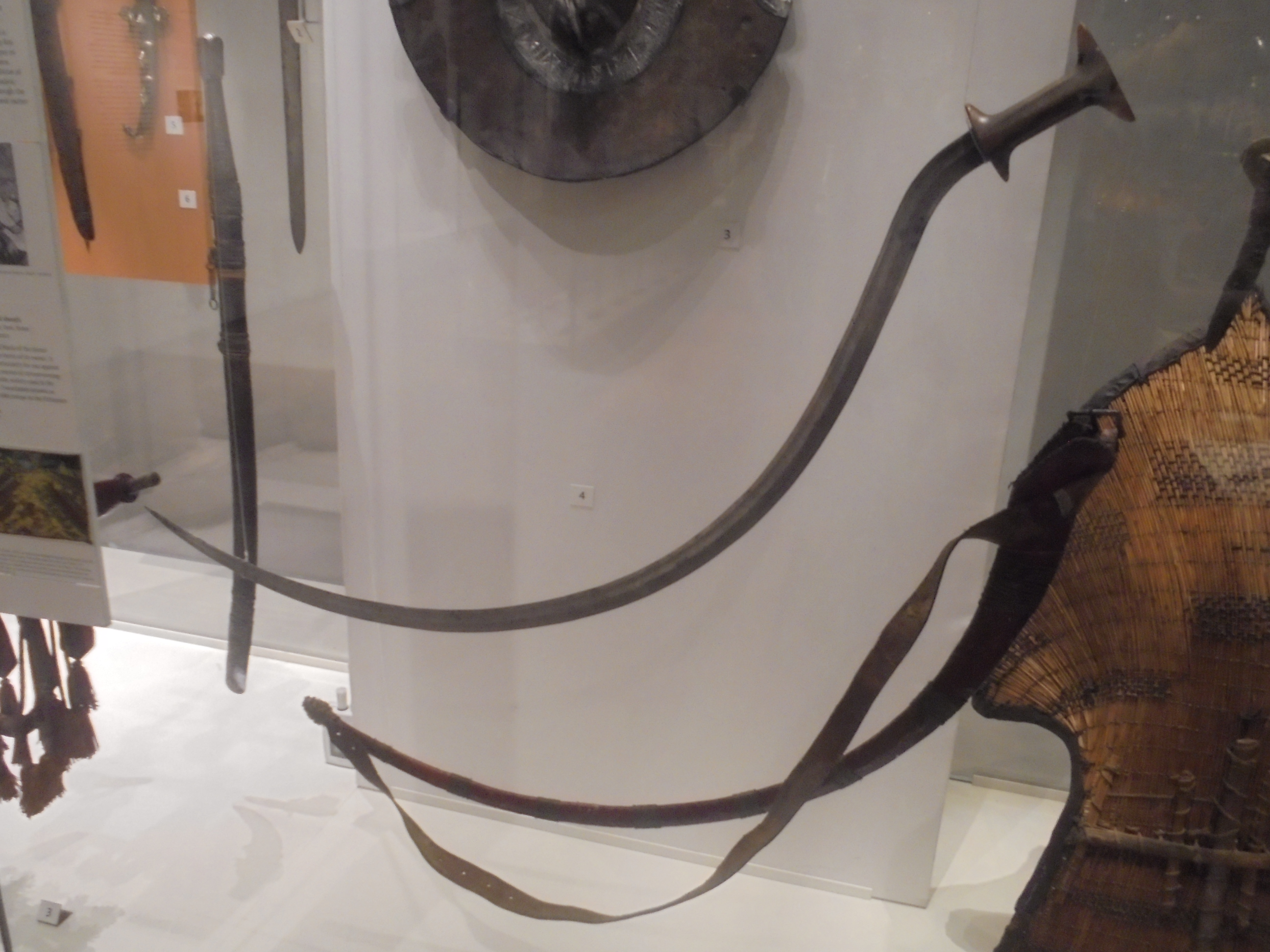
大英博物館に展示されているショーテルとその鞘

ショーテル（shotel、アムハラ語：ሾተል,shotäl）またはショテルは、エチオピアの両刃の剣である。

## 概要

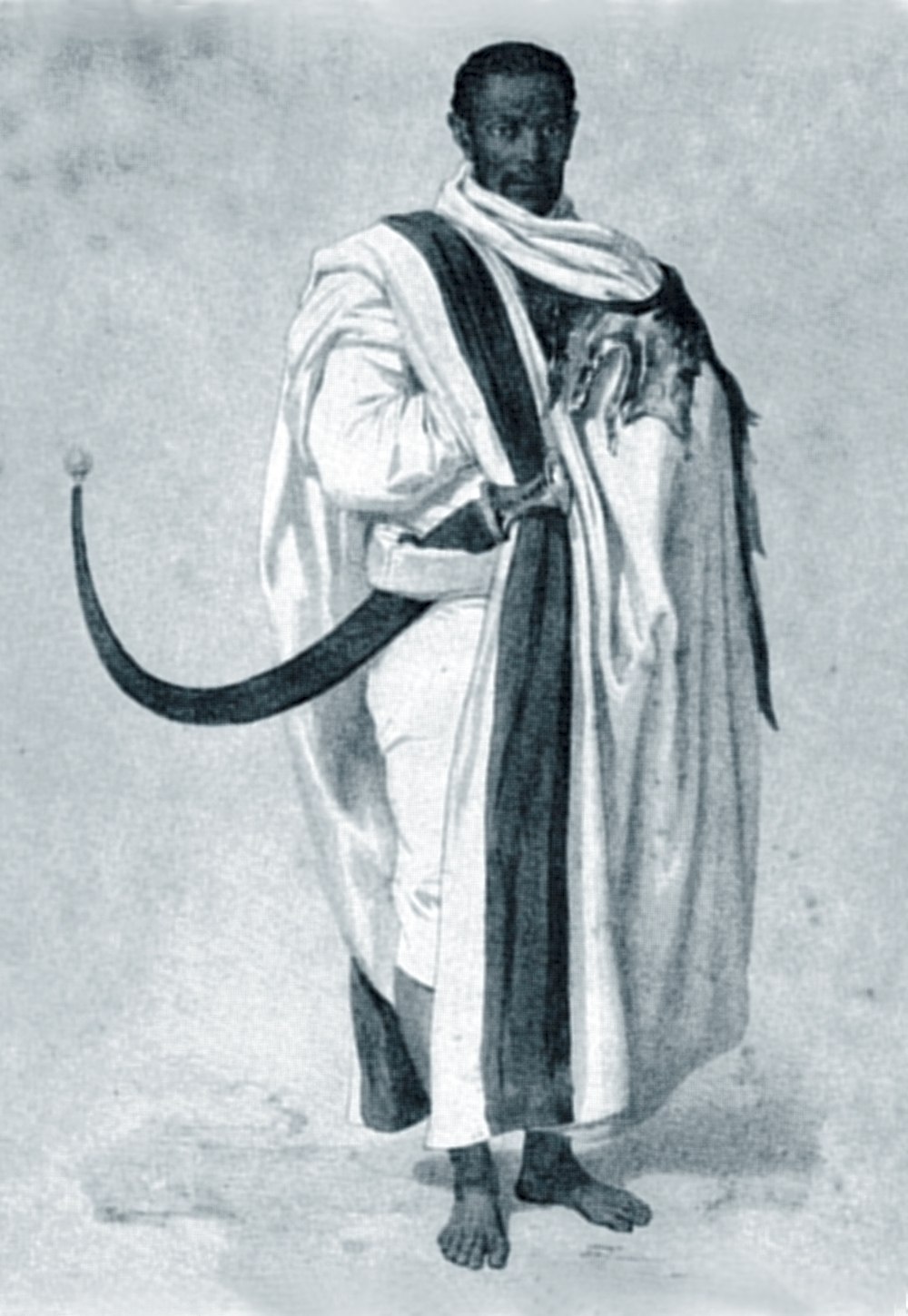
ショーテルを帯刀したエチオピア貴族を描いた絵
（19世紀に描かれたもの）

エチオピアの伝統的な刀剣で、世界の他の刀剣と比べてもかなり特殊な形状をしており、両刃の刀身が大きく彎曲しているのが特徴である。
この形状の目的は、反りを内側にした形で横殴りに斬りつけることで敵の盾をかわして攻撃を行うことであったが、大きく彎曲している刃は刀剣としての斬れ味にも優れている。この形状ゆえ、一旦斬りつけた後に手首を返すことなく斬り返すことが可能で、彎刀のように斬りつけることと、直剣のように連続して斬撃を加えることを両立させることができた。また、鎌のように切っ先で“引き掛ける”こともでき、“薙ぎ払う”形でも大きな威力を発揮することができた。
上述のような特徴から、一般的な刀剣とは重心位置が全く違うために非常に扱いにくいものであったが、上手く扱うことができればかなりの武器になり、古代エチオピアに栄えたアクスム王国、またその領域を継いだエチオピア帝国においては、ショーテルは皇帝直属の精鋭部隊の戦士の装備であり、熟練の戦士の使いこなすショーテルは歩兵のみならず騎兵に対しても絶大な威力を発揮した、と伝えられている。
なお、エチオピアにはショーテルと同様の柄を持ち、大きく刀身が反ってはいるが片刃のサーベルもあり、この他、剣身が彎曲していない両刃の直剣や、中近東で広く見られる片刃のサーベルといった、他の地域と共通する刀剣類も存在し、広く用いられている。

## 形状
平均して1mほどの刀身長を持つ両刃の剣で、前述のように刀身がS字や半円を描く様に大きく彎曲しているのが特徴である。物によってその曲がり具合は異なり、円というよりは「くの字」に近い物や、「L字形」のものもある。身幅（刀身の幅）が細いものが多いが、身幅の広いものも存在する。刀身の側面、鎬筋には樋が彫られているものも多く、高貴な身分の者が帯刀するショーテルには刀身に凝った彫刻を刻んだものが多くあった。
刀身に比して柄は短く、片手握りのものが基本である。水牛の角もしくは硬木で作られており、象牙で作られたものもある。鍔元と柄頭に当たる部分が大きく張り出した、「工」の字形をしていることが特徴で、特に柄頭側は大きく張り出しており、全体として中央部が大きく窪んだ鼓形となっていることが特徴で、この形状は手で握った時に持ちやすく、手から取り落とし難い形状である。
鞘は革で作られ、高級なものは鐺（こじり）や責金（鞘にはめられた金属の輪）が付けられている。鐺の先端には球状の飾り金具があるものが多い。その独特の形状から、刀身の彎曲率の大きいものは一般的な構造の鞘に収めることができない、という不便があったが、そのようなものには、筒状のものに刀身を差す「鞘」（ケース）ではなく、切っ先部分のみが筒状であり、他は4方のうちいずれかの面が開いた「覆い」（カバー）となっているものが鞘として用いられている。

## フィクションにおけるショーテル
その特徴的な形状から、フィクション作品、特にファンタジー系のゲームによく登場し、何らかの特殊属性を持つ設定となっていることが多い。
- ソード・ワールドRPG - 使用できる武器にショーテルが含まれている。ショーテルを使用した場合、対戦する相手が盾を使用していても、盾の効果を得られないという特典がある。
- 新機動戦記ガンダムW - ガンダムサンドロックというモビルスーツが、赤熱した刀身を持つヒートショーテルという名称の武器を使用する。本項の武器の知名度を大きく上げた作品の一つ。
- ディアスポリス 異邦警察 - 登場人物の1人、女戦士イサームがこの武器の使い手である。
- モンスターハンター - スリープショテルという武器が登場。分類は片手剣。水竜ガノトトス、砂竜ドスガレオスの素材から製作可能で、睡眠属性を有する。
- ファイナルファンタジーXI - 片手剣の分類として「ショテル」系統の武器が存在する。他の片手剣武器と比べて隔（攻撃間隔）が長い代わりにD値（攻撃力）が高いという際立った特徴がある。
- デモンズソウル - 相手が盾を構えていても、本来与えるはずだったダメージの50%を与えることができる。
- ダークソウル - 特殊攻撃コマンドで、相手の盾を貫通してダメージを与えることができる。
- 真の仲間じゃないと勇者のパーティーを追い出されたので、辺境でスローライフすることにしました-ヒロインのリーズリット・オブ・ロガーヴィア / リットがこの武器の使い手である。